# Leila Waddell
Leila Waddell (1880-1932), filha de irlandeses imigrantes para a Austrália, a famosa Mulher Escarlarte de Aleister Crowley, e uma poderosa figura histórica em Magick e Thelema em seu próprio direito. Imortalizada em The Book of Lies (Livro das Mentiras) e Confessions (Confissões de Alesteir Crowley) familiarmente e dirigida por Crowley como Laylah, ela foi uma escritora realizada, mágica e música. Foi membro fundadora da empresa de origem dos ritos de Elêusis. Ela também foi, sem dúvida, a mais poderosa musa de Crowley, inspirando numerosos poemas.